# Je blesserai personne
Albums de Pierpoljak
Stim turban
(2003) Cheper
(2006)
Je blesserai personne est le sixième album de Pierpoljak, sorti en 2006.

## Liste des titres
| No  | Titre                 | Durée |
| --- | --------------------- | ----- |
| 1.  | Je blesserai personne |       |
| 2.  | Quand on aime         |       |
| 3.  | Scandal Bag           |       |
| 4.  | Tahiti                |       |
| 5.  | Si si                 |       |
| 6.  | Travailleurs          |       |
| 7.  | Kyan Nakel            |       |
| 8.  | Mama Banton           |       |
| 9.  | Regardez là           |       |
| 10. | Go So                 |       |
| 11. | Crucial               |       |
| 12. | C'est Fini            |       |

## Réception critique
« Pierpoljak a accepté de travailler avec un directeur artistique, a élargi son spectre musical et signe un album attachant. »

## Classements

### Classements hebdomadaire
| Classement (2006) | Meilleure position |
| ----------------- | ------------------ |
| France (SNEP)     | 37                 |